# 歐力
歐力（Ori）是托爾金小說中的虛構人物。
歐力是參與孤山任務的索林·橡木盾（Thorin Oakenshield）及比爾博·巴金斯（Bilbo Baggins）十二伙伴之一，朵力和諾力的兄弟，兄弟三人都會演奏長笛。五軍之戰過後定居於孤山。
後來，他隨著巴林（Balin）和歐音等矮人進入了摩瑞亞（Moria）。他是最後一個被殺的巴林隊伍成員，他在已絕望對抗半獸人時，留下了進入摩瑞亞的記錄馬薩布爾之書。在後來，那本記錄被魔戒遠征隊發現。

## 改編
在《哈比人電影系列》裡，歐力由亞當·布朗飾演。這個角色非常有禮貌，使用彈弓作為武器，穿著用手工編織的淡紫色衣服和圍巾，電影美術設計人員表示希望讓歐力的服裝具有「相對柔和、天真的色彩」。
這個角色也在電玩遊戲《中土守護者》裡登場。

## 外部連結
- 互联网电影数据库上歐力的资料（英文）
- 歐力 （页面存档备份，存于）在TheOneRing.net上的介紹（英文）
- 歐力 （页面存档备份，存于）在時代雜誌上的介紹（英文）